# 松喜屋 (百貨店)
松喜屋（英文：Matsukiya） は、横浜市中区伊勢佐木町にあった日本の百貨店。
横浜港に立っていた灯台が玄関横に設置されていたことから「赤灯台」の名で呼ばれており、「合名会社 松喜屋酒井商店」を設立した当時も「赤灯台 松喜屋」の名称で呼ばれていた。

## 歴史・概要
愛知県丹羽郡大口町字小口出身の酒井定一が横浜・伊勢佐木町の伊東呉服店の勤めたのちに、当主支援の下に独立。
1918年（大正7年）5月20日に「松喜屋呉服店」を開いたのが始まりである。
創業直後の1920年（大正9年）の恐慌時には現金で叩き買いをして巨利を上げるなど商才を発揮。
関東大震災で被災し、大きなダメージを受けたものの、震災後の区画整理を利用して1927年（昭和2年）に鉄筋コンクリート造・3階建ての店舗を開設した。
その後、横浜市保土ケ谷区天王町に支店を開設した。
そして、1930年（昭和5年）5月26日に資本金5万円で「合名会社 松喜屋酒井商店」を設立して法人化した。
1940年（昭和15年）3月20日に神奈川県内に本拠地を置く百貨店で初めての商店報国会となった「松喜屋商業報国会」を結成した。
第2次世界大戦後に当社は敷地の後ろ側部分を接収され、焼け跡の残った敷地に木造2階建ての店舗を開設して営業を再開した。
1946年（昭和21年）5月13日に資本金19万8000円で「株式会社 松喜屋呉服店」に改組。
同年12月17日から3日間、当店で「公定価格」で主要な生活必需品を展示・販売する「〇公展示会」が「経済防犯協力会」によって開催された。
そして、1947年（昭和22年）2月10日に「同胞援護会」が当店内に「生活必需物資領付所」を開設し、1948年（昭和23年）10月29日に同会事務局内に移転するまで運営された。
1948年（昭和23年）12月10日に横浜市結婚相談所が当店内に設置された。
1952年（昭和27年）に接収解除を受け、1953年（昭和28年）9月に鉄筋コンクリート造地上3階建ての店舗を建設した。
エスカレーター2基を3階まで設置した。
同年11月17日の理事会で承認を受けて、日本デパートメントストア協会へ加盟した。
木造部分の旧店舗の建替え工事に伴って、1956年（昭和31年）6月1日に近隣の旧・湘南百貨店跡に約400坪の仮店舗を開設。
鉄筋コンクリート造地下1階・地上3階建ての新館を建設して延べ床面積5,280m2へ店舗を増床し、同年11月22日に新装開店した。
4階と5階を増築して鉄筋コンクリート造り地下1階・地上5階建て・延べ床面積6,670m2へ店舗を増床し、1960年（昭和35年）12月2日に新装開店した。
この当時、伊勢佐木町にあった3つの百貨店の中では、当店は最も歴史が短く、店舗の規模も最も小さかった。
1961年（昭和36年） にIBMの電子計算機を神奈川県内に本拠地を置く百貨店で初めて導入し、1963年（昭和38年）9月29日に売り場330m2のスーパーコーナーを開設してセルフサービス方式を一部で導入するなど近代化を進めた。
このころの顧客層は官庁関係者や婦人会単位の団体客が多く、地区別では横浜市の南区・中区・西区・磯子区・金沢区の順に来店客を集めていた。
しかし、第2次世界大戦前には、隣接する尾上町交差点が横浜市電の一大ターミナルとなっていたが、戦後はバス路線が横浜駅前をターミナルとする路線網となり、商業の立地条件面で伊勢佐木町よりも横浜駅周辺の方が優位へと変わった。
そんな交通網の整った横浜駅西口にあったスタンダード・バキューム・オイルの土地を接収解除後に買収した相模鉄道から、同地への出店を持ち掛けられたものの出店せず、横浜高島屋が出店。
この横浜高島屋を中心とする横浜駅西口の商業集積に、当店のある伊勢佐木町は敗れて衰退し、後の当店の閉鎖に繋がった。
そうした中で、1964（昭和39）年に5月に根岸線が磯子駅まで開通した際には、伊勢佐木町の集客力が向上するとの期待に反して、最寄り駅の関内駅の利用者は前年比で大幅に減少するなど当店の立地する伊勢佐木町地区の立地条件は好転しなかった。
そうした影響もあり、1968年（昭和43年）5月末で百貨店としての営業を終了してスーパーマーケットへ業態転換することになった。
その為、同年5月31日に日本百貨店協会を脱会した。
1969年（昭和44年） 3月11日に「ほていや」との合併契約を締結し、その傘下に入った。
同年4月25日に「ほていやイセザキセンター店」として新装開店した。
その後、1976年（昭和51年）8月21日に当社は、「名浜株式会社」と「株式会社西川屋」、「犬山食品株式会社」と共に株式会社ユニー（2代目）に吸収合併された。

## 年表
- 1918年（大正7年）5月20日 - 酒井定一が横浜市中区伊勢佐木町に「松喜屋呉服店」を創業[11]。
- 1927年（昭和2年） - 鉄筋コンクリート造・3階建ての店舗を開設[1]。
- 1930年（昭和5年）5月26日 - 資本金5万円で「合名会社 松喜屋酒井商店」を設立して法人化[1]。
- 1940年（昭和15年）3月20日 - 神奈川県内に本拠地を置く百貨店で初めての商店報国会となった「松喜屋商業報国会」を結成[12]。
- 1946年（昭和21年）
  - 5月13日 - 資本金19万8000円で「株式会社 松喜屋呉服店」に改組[3]。
  - 12月17日 - 当店で「経済防犯協力会」が「公定価格」で主要な生活必需品を展示・販売する「〇公展示会」を開催[16]。
- 1947年（昭和22年）
  - 2月10日 - 「同胞援護会」が当店内に「生活必需物資領付所」を開設[17]。
  - 12月10日 - 安田銀行が横浜支店伊勢佐木町出張院詰所を当店内に開設[38]。
- 1948年（昭和23年）
  - 10月29日 - 「生活必需物資領付所」が「同胞援護会」事務局内に移転[18]。
  - 12月10日 - 横浜市結婚相談所が当店内に設置[19]。
- 1952年（昭和27年） - 敷地後ろ側部分の接収解除[13]。
- 1953年（昭和28年）9月 - 接収解除を受けて鉄筋コンクリート造[23]地上3階建ての店舗を建設[20]。
- 1955年（昭和30年）
  - 7月3日 - 神奈川区大口通に支店を開設[39]。
- 1956年（昭和31年）
  - 6月1日 - 近隣の旧・湘南百貨店跡に仮店舗を開設[22]。
  - 11月22日[24] - 地下1階・地上3階建ての新館を建設して[20]延べ床面積5,280m2へ店舗を増床し[23]、新装開店[24]。
- 1960年（昭和35年）12月2日 - 4階と5階を増築して[20]鉄筋コンクリート造り地下1階・地上5階建て・延べ床面積6,670m2へ店舗を増床し[7]、新装開店[25]。
- 1961年（昭和36年） - IBMの電子計算機を神奈川県内に本拠地を置く百貨店で初めて導入[27]。
- 1963年（昭和38年）9月29日[28] - 売り場330m2のスーパーコーナーを開設して[29]セルフサービス方式を一部で導入する[28]。
- 1968年（昭和43年）
  - 5月末 - 百貨店としての営業を終了し、スーパーマーケットへ業態転換[8]。
  - 5月31日 - 日本百貨店協会を脱会[33]。
- 1969年（昭和44年） 
  - 3月11日 - 「ほていや」との合併契約を締結し、傘下に入る[34][35]。
  - 4月25日 - 「ほていやイセザキセンター店」が開店[36]。
- 1976年（昭和51年）8月21日 - 「名浜株式会社」と「株式会社西川屋」、「犬山食品株式会社」と共に株式会社ユニー（2代目）に吸収合併[37]。

## かつて存在した支店
- 保土ヶ谷支店（横浜市保土ケ谷区天王町179[40]）
- 子安支店（横浜市神奈川区子安町[41]）
- 大口支店（横浜市神奈川区大口通1[39]、1955年（昭和30年）7月3日開設[39]）
- 蒲田支店（東京都蒲田区西口通[41]）
- 卸部（横浜市中区若葉町1-13[40]）